# Fissidens fujiensis
Fissidens fujiensis är en bladmossart som beskrevs av Tad. Suzuki och Iwatsuki in Iwatsuki 2002. Fissidens fujiensis ingår i släktet fickmossor, och familjen Fissidentaceae. Inga underarter finns listade i Catalogue of Life.